# Sangala glaucata
Sangala glaucata är en fjärilsart som beskrevs av Fletcher 1952. Sangala glaucata ingår i släktet Sangala och familjen mätare. Inga underarter finns listade.